# Себастьяни, Даниэле
Даниэле Себастьяни (итал. Daniele Sebastiani; 13 февраля 1965, Пескара) —  итальянский спортивный менеджер и предприниматель, президент ФК  «Пескара».

## Биография
Его  карьера в спорте началась в 2009 году, когда суд признал банкротом  общество Pescara Calcio. Страховой агент и глава лизинговой фирмы  Interservices Srl Себастьяни, с участием других  предпринимателей Пескары (в их числе Дебора Кальдора, дочь  бывшего президента клуба  и промышленника  Пеппе Де Чекко), организовывает консорциум, который за счёт создания новой ассоциации, названной  «Дельфино Пескара 1936» наследует  имя и историю ликвидированного спортивного общества. Уже через год после спасения и ребрендинга команда уверенно выиграла Легу Про. Уже в следующем году «бьянкадзурри» вернулись в Серию B.
28 ноября 2011-го Себастьяни был назначен президентом клуба «Пескара».  В 2012 году команда вышла в   Серию A   после почти двадцатилетнего отсутствия. В последующие годы команда неоднократно вылетала из элитного итальянского дивизиона и возвращалась. Себастьяни   вверил роль спортивного директора  Джорджо Репетто (бывшего футболиста «Пескары») и Пеппино Павоне  и резко омолаживает руководящий состав клуба, включая тренерский пост, который занимает Массимо Оддо, который и выводит команду в Серию A.
В феврале 2017 года после хулиганского нападения разгневанных негативными результатами болельщиков «Пескары» на его автомобили (ущерб составил несколько десятков тысяч евро), повлекшими за собой добровольную отставку Оддо, Себастьяни заявил о своём уходе с поста президента по окончании сезона  2016/17.